# Comunità montana Alto Crotonese
La Comunità montana Alto Crotonese era una comunità montana calabrese, situata nella provincia di Crotone. La sede della Comunità si trovava nella cittadina di Cerenzia. La Comunità montana era il prodotto della fusione della vecchia "Comunità Montana Alto Crotonese" e della "Comunità Montana Alto Marchesato".
Della prima Comunità montana sono i comuni di Caccuri, Castelsilano, Cerenzia, Pallagorio, Savelli e Verzino; della seconda Comunità montana sono i comuni di Carfizzi, Cotronei, Mesoraca, San Nicola dell'Alto, Petilia Policastro.
Con Legge Regionale n.25/2013 le Comunità Montane calabresi sono state soppresse e poste in liquidazione. Con delibera della Giunta Regionale n. 243 del 04/07/2013 sono stati nominati i Commissari liquidatori.

## Geografia fisica
La Comunità Montana comprende 11 comuni che gravitano tra il Marchesato Crotonese e i comuni appartenenti alla fascia presilana Crotonese (versante orientale della Sila)

La superficie della Comunità Montana è pari a 548,4 km² mentre la sua popolazione è di circa 35.000 abitanti.

## Comuni
| Stemma | Comune               | Popolazione (ab) | Superficie (km2) |
| ------ | -------------------- | ---------------- | ---------------- |
|        | Caccuri              | 1.780            | 57 km²           |
|        | Carfizzi             | 868              | 20 km²           |
|        | Cotronei             | 5.455            | 78 km²           |
|        | Castelsilano         | 1.026            | 39 km²           |
|        | Cerenzia             | 1.371            | 24 km²           |
|        | Mesoraca             | 7.125            | 92,6 km²         |
|        | Pallagorio           | 1.627            | 41 km²           |
|        | San Nicola dell'Alto | 1.105            | 7,8 km²          |
|        | Savelli              | 1.415            | 48 km²           |
|        | Petilia Policastro   | 9.594            | 96 km²           |
|        | Verzino              | 2.373            | 45 km²           |

## Galleria d'immagini

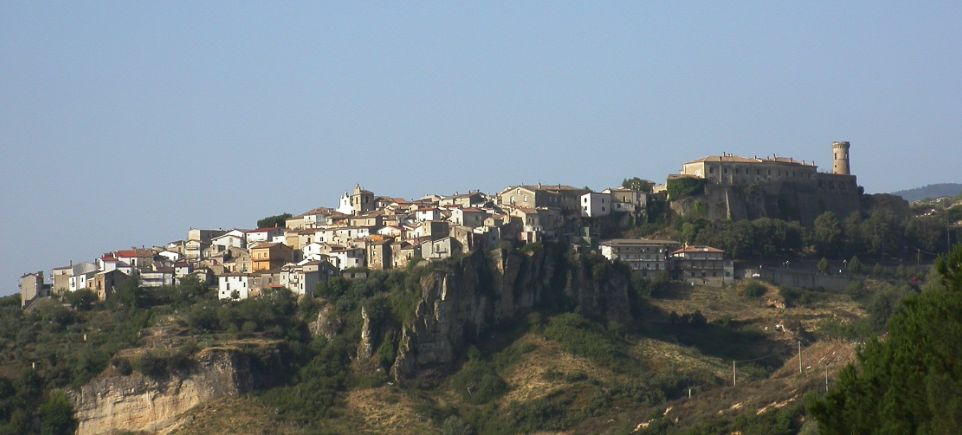
Panorama di Caccuri
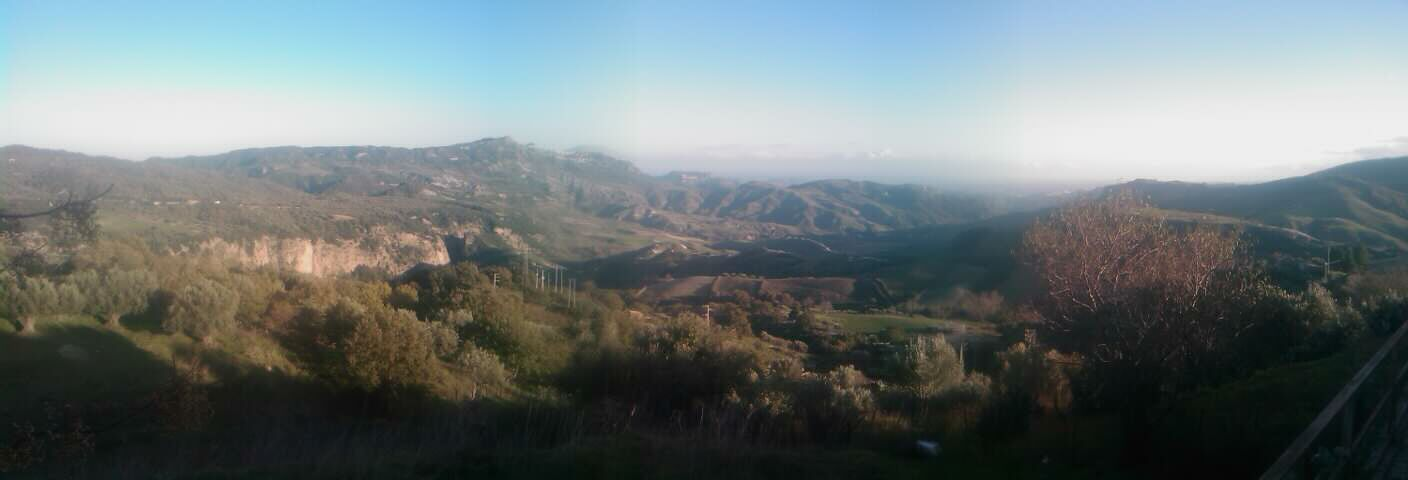
Paesaggio alle porte di Pallagorio con veduta su San Nicola dell’Alto
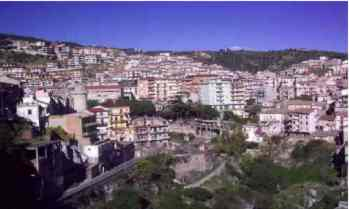
Mesoraca
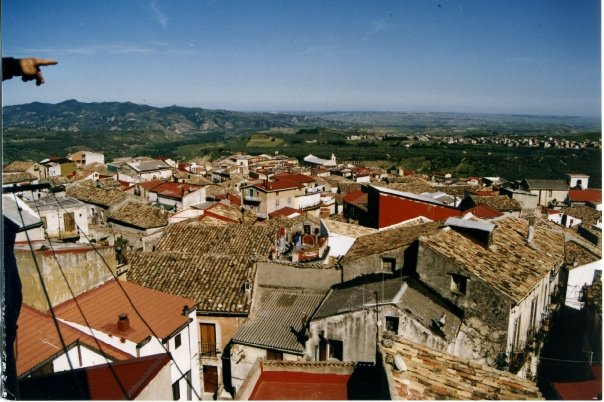
Panorama di Petilia Policastro